# Resurrección

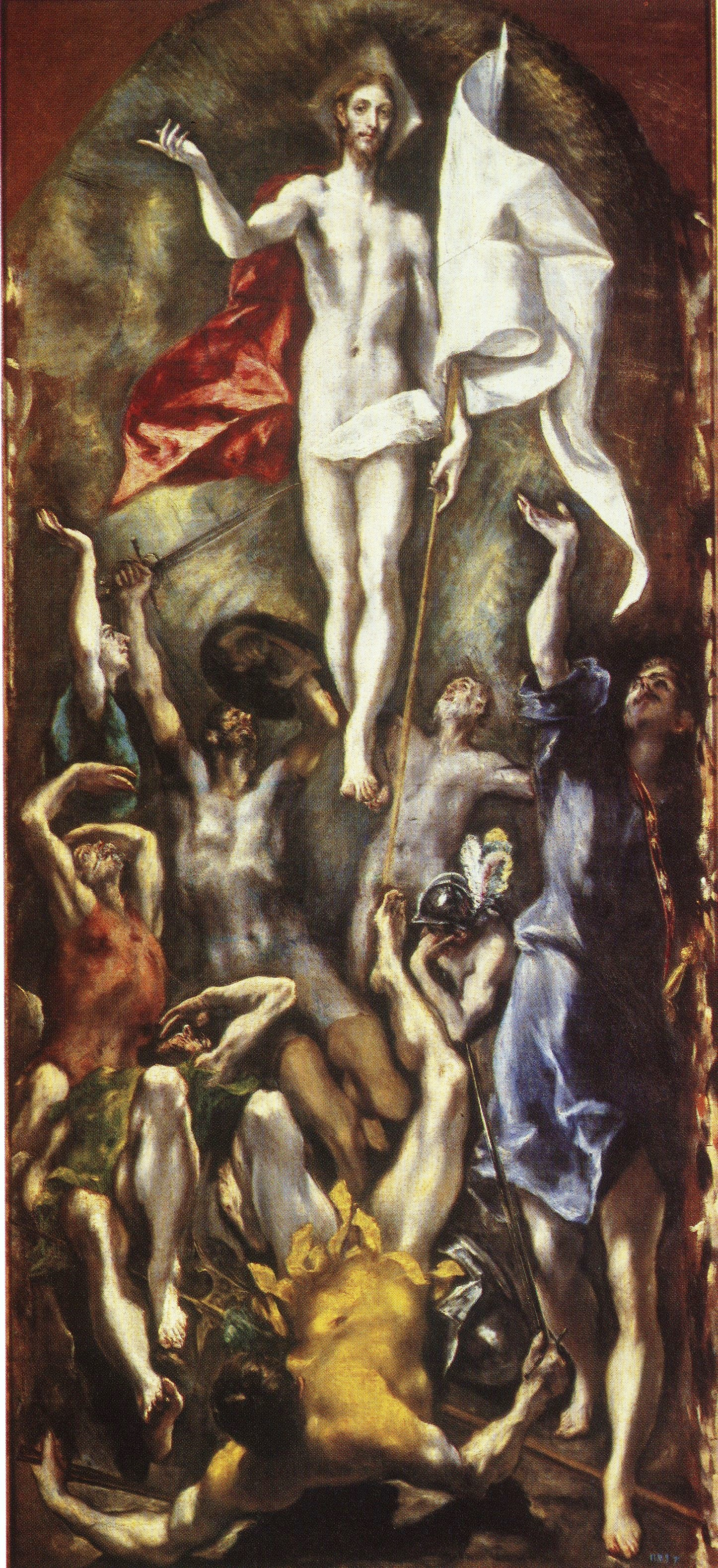
La resurrección de Cristo, por El Greco.

El término resurrección (del latín resurrectĭo, -ōnis -3.ª declinación-; derivado del verbo resurgo: 'levantarse, alzarse, resurgir, renacer') hace referencia a la acción de resucitar, es decir, de dar nuevo ser o nueva vida. Es la creencia que sostiene que un ser puede recobrar la vida después de la muerte. La resurrección constituye un símbolo de la trascendencia.
El judaísmo y el islam aceptan la existencia de la resurrección. Para el cristianismo es el pilar de su fe: «Si Cristo no resucitó, vacía es nuestra predicación, vacía es también nuestra fe» (1 Corintios 15:14).

## Historia

Estatua de Asclepio, encontrada en un santuario dedicado a él en Epidauro (Grecia). Esculpida en mármol, datada de 160 d. C., es copia de un original del En las proximidades de la pierna izquierda, los restos de una serpiente, símbolo de la medicina y de las «ciencias ocultas», ligada a las fuentes de la vida. Museo Nacional Arqueológico en Atenas.

Desde la antigüedad, la resurrección se consideró el símbolo más indiscutible de la manifestación divina, ya que se suponía que el secreto de la vida no puede pertenecer más que a la divinidad. El propio «sol inmortal», que cada noche descendía al «reino de los muertos», podía llevar consigo a los hombres y, al ponerse, matarlos. Pero también podía guiar a las almas a través de las regiones infernales, «resucitando» a la luz al día siguiente, con la mañana.
Cuando Asclepio, hijo de Apolo y de la mortal Corónide, semidiós de la medicina (al que los romanos llamaron Esculapio), instruido por el centauro Quirón en el arte de curar las enfermedades, alcanzó tales progresos que consiguió ser capaz de resucitar a los muertos, su ciencia llegó al punto de provocar las quejas de Hades. Zeus, temiendo que el arte de Asclepio trastornase el orden del mundo, fulminó al médico con un rayo. La «ciencia de la resurrección» era, pues, una ciencia prohibida. También se atribuye la resurrección de una mujer, que llevaría treinta días sin respirar, al filósofo griego Empédocles de Agrigento (siglo V a. C.), asimismo divinizado por sus seguidores.
Las «religiones del misterio», en particular los misterios de Eleusis, así como las ceremonias funerarias egipcias, testimoniaron una expectativa humana vivaz por la resurrección. Los ritos de iniciación a los grandes misterios eran símbolos de la resurrección esperada por los iniciados. 
La creencia en Osiris atrajo muchos seguidores y se convirtió en la más importante de la religión del Antiguo Egipto: aquella que, con su resurrección, venció la muerte garantizando la vida eterna. Dicha fe perduró por más de veinte siglos.

## En la Biblia
La concepción bíblica del término «resurrección» tuvo una revelación lenta a través de la Biblia hebrea, de los libros griegos del Antiguo Testamento y del Nuevo Testamento, y continúa presente en el judaísmo, en el cristianismo y en el Islam, no tiene punto de comparación con el ideario antiguo de inmortalidad típico, por ejemplo, de la concepción griega. Entendida en las Sagradas Escrituras primero como rescate del šeol, en algunos casos como retorno a la vida anterior, y luego como continuidad en la vida eterna de toda la persona humana, el vocablo «resurrección» termina por asumir con el cristianismo su acepción por antonomasia: la resurrección de Jesucristo, la Pascua, el paso de la muerte a la vida. Es el fundamento de la creencia en la resurrección de los cuerpos en el fin de los tiempos. Este punto, debatido desde las primeras comunidades seguidoras de Jesús de Nazaret hasta nuestros días, es -sin dudas- el centro y piedra angular de la fe cristiana, tal como lo expresó taxativamente Pablo de Tarso a la comunidad griega de Corinto, renuente a creer en la resurrección de los muertos: «Si Cristo no resucitó, vacía es nuestra predicación, vacía es también nuestra fe» (I Corintios 15:14).  

### En el Tanaj (Antiguo Testamento)

#### Dios como señor de muerte y vida
Se considera que Dios es «el único señor de la vida y de la muerte»:
- «Yahveh da muerte y vida, hace bajar al šeol y retornar» (1 Samuel 2:6).
- «Ved ahora que yo, sólo yo soy, y que no hay otro Dios junto a mí. Yo doy la muerte y doy la vida, hiero yo y sano yo mismo (y no hay quien libre de mi mano)» (Deuteronomio 32:39).

Según la Biblia, Dios tiene el poder sobre el šeol mismo y rescata el alma de la fosa:
- «Él, que todas tus culpas perdona, que cura todas tus dolencias, rescata tu vida de la fosa, te corona de amor y de ternura» (Salmo 103[102]:3-4).

- «Por eso se me alegra el corazón, mis entrañas retozan, y hasta mi carne en seguro descansa; pues no has de abandonar mi alma al šeol, ni dejarás a tu amigo ver la fosa» (Salmo 16[15]:9-10).

Sin duda, estas expresiones se entienden de forma hiperbólica, para significar una preservación temporal de la muerte.

#### Vivificación de los muertos

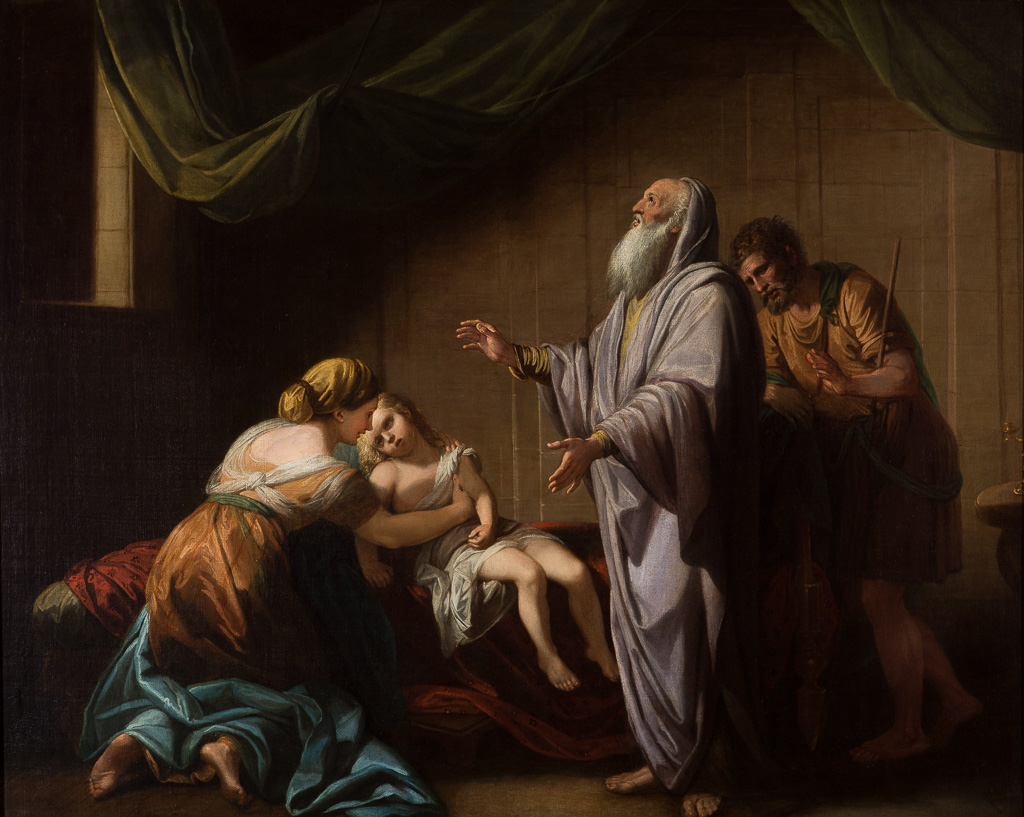
«Eliseo el profeta resucita al hijo de la sulamita». De Benjamin West (1738-1820), pintor estadounidense.

Los milagros de resurrección operados por Elías y Eliseo van aún más allá: muestran a Dios vivificando a los muertos mismos sacándolos del šeol, al que habían descendido.
- La resurrección del hijo de la viuda de Sarepta por mediación del profeta Elías (1Reyes 17:17-23).
- La resurrección del hijo de la sunamita por mediación del profeta Eliseo (2Reyes 4:31-37).
- Finalmente, un cadáver que fue arrojado apresuradamente en la tumba del propio Eliseo volvió a la vida al tocar los huesos del profeta (2Reyes 13:20-21).

Este tipo de «resurrección», no para la vida eterna, sino como reanimación o retorno a la vida anterior, se repite en el Nuevo Testamento como se detalla más adelante.

#### «La resurrección» del pueblo de Dios
La Biblia hebrea también hace referencia a la «resurrección» con un sentido metafórico, implicando una verdadera liberación. Por ejemplo:
- Después de vivir la prueba del exilio, el profeta anuncia que Dios restaurará a Israel. Para ello, se utiliza la imagen de los huesos secos que se revisten de carne y nervios y vuelven a la vida (Ezequiel 37:1-14). La Biblia de Jerusalén sugiere que este pasaje orienta por primera vez hacia la idea de una resurrección individual de la carne.

- Devolverá la vida a los muertos, hará que se levanten sus cadáveres, que se despierten los que están acostados sobre el polvo (Isaias 26:19).

#### La resurrección individual

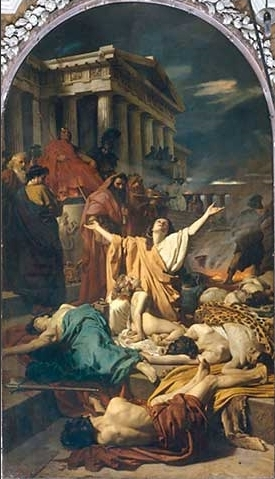
«El martirio de los siete macabeos» (1863), de Antonio Ciseri. Óleo sobre tela en S. Felicita, Florencia. El martirio de los siete hermanos macabeos delante de su propia madre, martirizada al final, constituye el trasfondo dramático para la explicitación en la Biblia griega de la fe en la resurrección de los cuerpos.

Con motivo de la crisis macabea (siglo II a. C. ), de la persecución de Antíoco IV Epífanes y de la experiencia del martirio, se plantea de forma aguda el tema de la retribución individual. Según la Biblia, en esta etapa ya se transmite como una certeza fundamental que haya que aguardar el reinado de Dios y el triunfo final de su pueblo. Pero, ?qué sería de los santos muertos por la fe?
- El apocalipsis de Daniel responde: «Muchos de los que duermen en el país del polvo se despertarán; unos para la vida eterna; otros, para el oprobio, para el horror eterno. Los doctos brillarán como el fulgor del firmamento, y los que enseñaron a la multitud la justicia, como las estrellas por toda la eternidad» (Daniel 12:2-3). Este es uno de los textos más importantes sobre la resurrección de los muertos en la Biblia hebrea, para muchos especialistas el más antiguo, compuesto posiblemente durante la revuelta macabea (167-164 a. C.).  Este pasaje se refiere de forma indisputable a la resurrección individual, de la muerte a la vida eterna.

- La esperanza que sostiene a los mártires en medio de su prueba es de tal magnitud, que, aún arrancándoles la vida corpórea, confían en que el Dios que los creó será también el que los resucite. Así se presenta de forma explícita en los libros griegos el concepto de la «resurrección de los justos» (2 Macabeos 7:9.11.22). El concepto de la resurrección del cuerpo aparece abundantemente en este libro. Desde entonces, la fe en la resurrección se convierte en patrimonio común del judaísmo.

### En el Nuevo Testamento

#### Jesús de Nazaret: «La resurrección y la vida»
En los escritos neotestamentarios, Jesús de Nazaret no es presentado sólo como alguien que cree en la resurrección de los justos al final de los tiempos. En los Evangelios, manifiesta poder sobre la vida, volviendo a la vida a varios muertos por los que le suplican durante su ministerio:
- La hija de Jairo (Marcos 5:21-42).

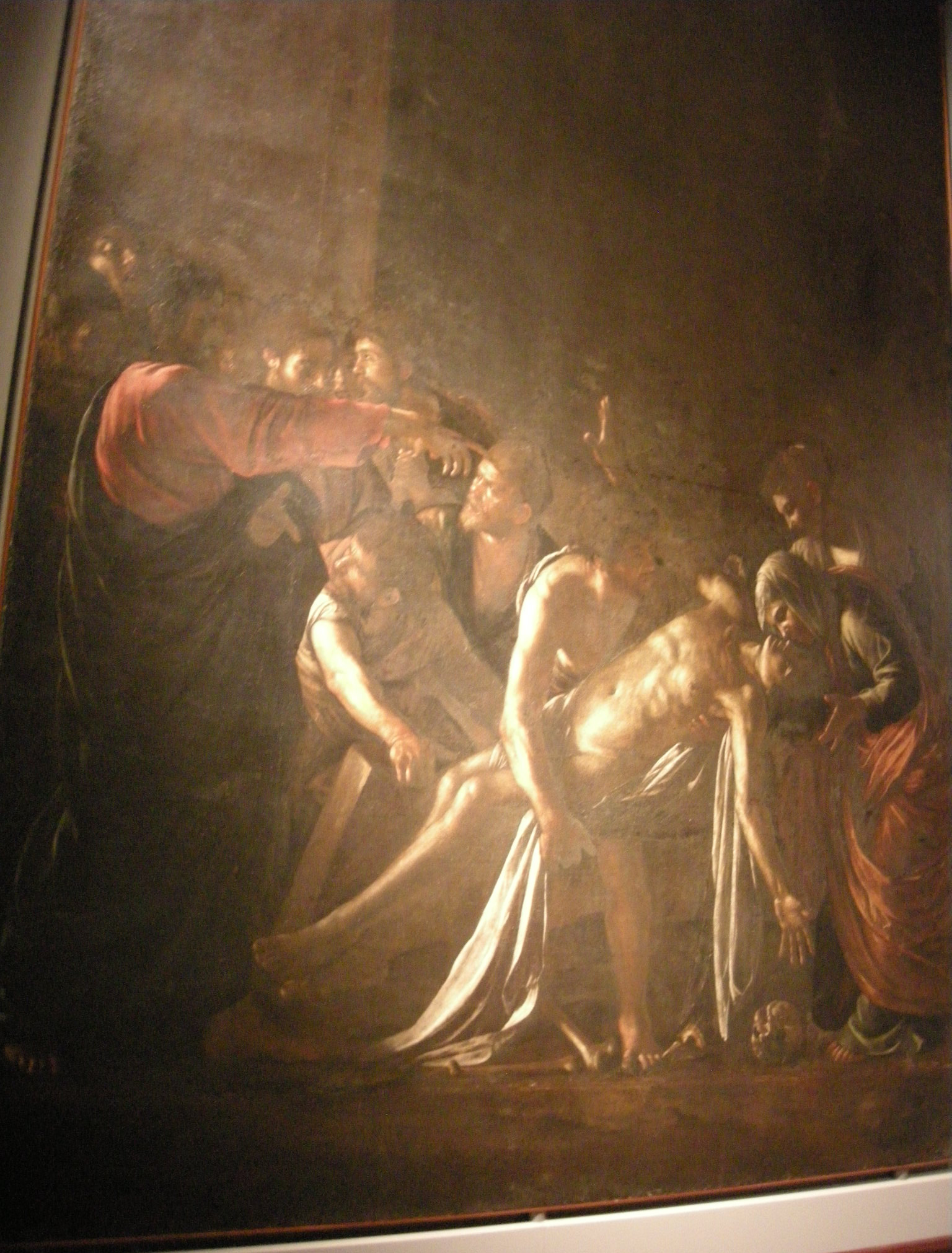
«La resurrección de Lázaro», de Caravaggio. Museo regional de Mesina (Italia).

- El hijo de la viuda de Naín (Lucas 7:11-17).
- Su amigo Lázaro de Betania, por quien suplican sus hermanas Marta y María (Juan 11:1-43).

En todos estos casos, los cuerpos físicos volvieron a la vida, tales como eran antes de la muerte. Estas resurrecciones recuerdan los milagros proféticos del Antiguo Testamento y representan en las Escrituras el anuncio velado de otra resurrección muy diferente: la de Jesús mismo.
Más aún:
- Jesús señala en el Evangelio de Juan: «Yo soy la Resurrección y la Vida. El que vive en mí, aunque muera, vivirá, y todo el que vive y cree en mí, no morirá jamás» (Juan 11:25), implicando así que quienes creen en Él son ya partícipes de un nuevo nacimiento, lo cual conlleva a un cambio y esperan la resurrección y la vida eterna.

- Jesús añade predicciones precisas: repite en varias ocasiones que el Hijo del hombre ha de morir y que resucitará al tercer día (Marcos 8:31, Marcos 9:31 y Marcos 10:33-34).

- El Evangelio de Mateo anuncia la muerte de Jesús haciendo un paralelo con el «signo de Jonás»: así como Jonás estuvo en el vientre de la ballena durante tres días, el Hijo del hombre estará tres días y tres noches en el seno de la tierra (Mateo 12:38-40).

- El Evangelio de Juan lo reitera con el «signo del Templo»: Jesús, interpelado por los judíos, dice: «Destruid este templo y yo lo reedificaré en tres días...»; ahora bien, «hablaba del templo de su cuerpo» (Juan 2:18-22).

- El anuncio de una «resurrección de los muertos» se hace incomprensible aun al grupo de «los Doce Apóstoles» (Marcos 9:9-10), y con más razón a los enemigos de Jesús, que lo toman como pretexto para poner guardias en su sepulcro, después de la muerte de Jesús (Mateo 27:62-66).

En la Biblia el término significa volver a la vida o reanimar como cuerpo físico (creencia ampliamente aceptada entre los israelitas), jamás aparece el concepto de unión cuerpo/alma. Más tarde, se mencionan otros casos de resurrección en el libro de los Hechos de los Apóstoles:
- La resurrección de Dorcas (Tabita) por mediación de Simón Pedro (Hechos 9:36-42).
- La resurrección del joven Eutico por mediación de Pablo de Tarso (Hechos 20:7-12).

#### La experiencia pascual de Jesús de Nazaret
Los Evangelios no describen el momento de la resurrección, ni dicen que alguien haya visto a Jesús resucitar. En cambio, describen distintos momentos en que Jesús resucitado se manifiesta a testigos escogidos.

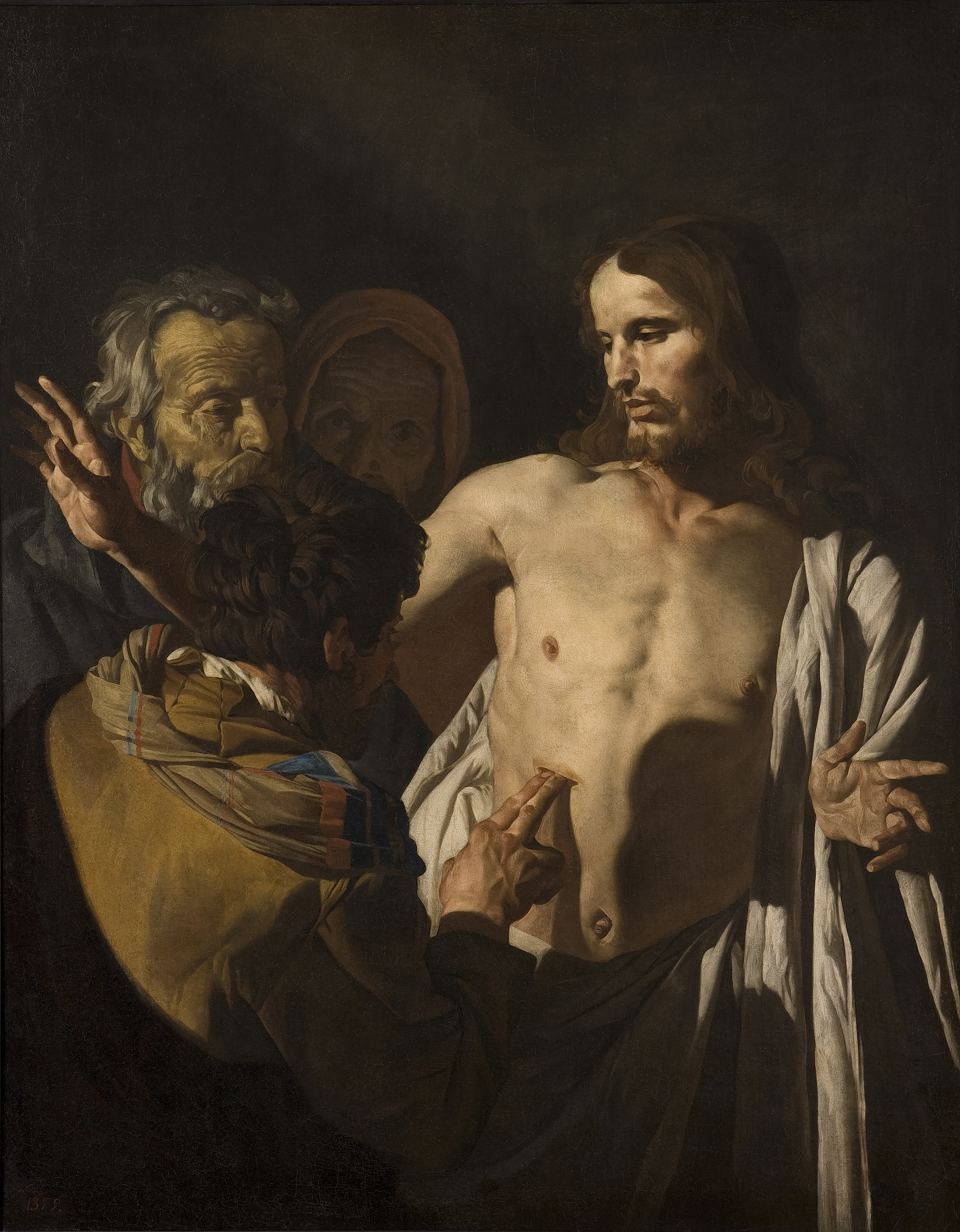
«Tomás el incrédulo», obra del pintor Mathias Stomer (1590–1656). Museo del Prado, Madrid. Según los Evangelios, Jesús resucitado no es un fantasma: su cuerpo es visible, y las llagas de su crucifixión, tangibles.

- Los apóstoles «hasta entonces no habían comprendido que, según la Escritura, Jesús debía resucitar de entre los muertos» (Juan 20:9); por eso la muerte de Jesús y su sepultura los llena de temor (Juan 20:19) y sobresalto (Lucas 24:21-23).

- La experiencia del sepulcro vacío no es suficiente para convencerlos, y piensan que las mujeres que anuncian que el sepulcro está vacío están locas (Lucas 24:11).

Luego comienzan las apariciones del resucitado. Jesús aparece «durante muchos días» (Hechos 13:31), «durante cuarenta días» (Hechos 1:3). Los relatos subrayan el carácter concreto de estas manifestaciones: el que aparece es ciertamente Jesús de Nazaret.
- Las mujeres lo ven y le abrazan los pies (Mateo 28:8-9).
- Los apóstoles lo ven, lo tocan y conversan con él (Lucas 24:36-40, Juan 20:19-23).
- Los apóstoles comen con él, y él realiza gestos por los cuales se le reconoce (Lucas 24:30-31, Juan 21:9-14).
- Pedro anunciaría más tarde lo mismo: que comieron y bebieron con Jesús resucitado (Hechos 10:34-41).
- Jesús resucitado no es un fantasma, porque aparece con su propio cuerpo, tiene «carne y huesos», y desafía a Tomás el Apóstol a probar la existencia de sus llagas (Juan 20:24-27),
- Sin embargo, este cuerpo está sustraído de las condiciones habituales de la vida terrena: no reconoce los límites físicos (Juan 20:19).

#### «La resurrección» en la predicación de los Apóstoles

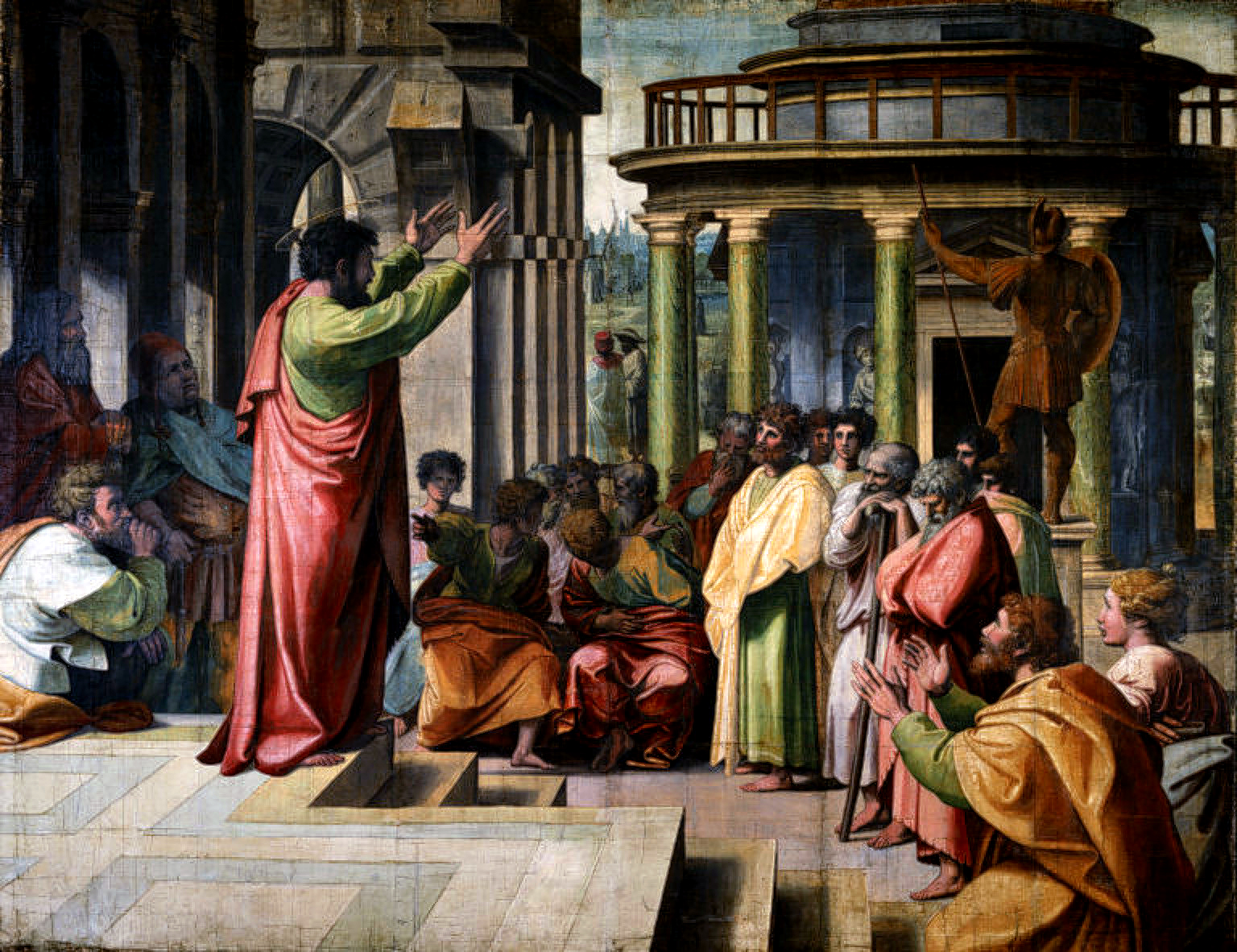
«San Pablo predicando en Atenas» (1515), obra de Rafael Sanzio (1483-1520). Royal Collection of the United Kingdom. A los atenienses, que creían en la «inmortalidad del alma», Pablo de Tarso les predica en el Areópago la «resurrección de los muertos».

Desde el día de Pentecostés, la resurrección se torna en el centro de la predicación apostólica porque, según los discípulos de Jesús, se revela en la resurrección el objeto fundamental de la fe cristiana (Hechos 2:22-32). Se trata del testimonio que los apóstoles tributan a hechos que aseguran haber visto: que Jesús fue crucificado y murió; pero Dios lo resucitó. En correspondencia con lo anterior anuncian que, al igual que sucedió con Jesús de Nazaret, la vida de los hombres no termina con la muerte. Tal es la predicación de Simón Pedro a los judíos (Hechos 3:11-15) y el testimonio de Simón Pedro y de Juan el Apóstol ante el Gran Sanedrín (Hechos 4:1-13). Así es la enseñanza de Pablo de Tarso a los judíos (Hechos 13:26-33 Hechos 17:1-3) y su confesión delante de sus jueces (Hechos 23:6). La predicación de Pablo a los atenienses también se centra en la resurrección, aunque por ello sufra el rechazo por parte de la mayoría de los griegos (Hechos 17:22-34). Para los apóstoles, todas estas predicaciones no son otra cosa que el contenido de la experiencia pascual de Jesús de Nazaret, que sucedió de conformidad con lo previsto por las Escrituras (1Corintios 15:3-10).

## En la tradición judía
En la época de Jesús de Nazaret, los judíos creían en buena medida en la futura resurrección de los muertos al final de los tiempos, aunque se diferenciaban actitudes variadas y era tema de debate (Mateo 22:23-33). En efecto, tanto los fariseos como los esenios sostenían su firme apoyo a la otra vida, mientras que los saduceos la negaban. Merced a la reciente publicación de fragmentos de los rollos disponibles de la década de 1950, está claro que la esperanza y la creencia por parte de los esenios en una vida después de la muerte y en la resurrección están explícitas en algunos manuscritos del Mar Muerto encontrados en las cuevas de Qumrán. El Nuevo Testamento y el historiador judío Flavio Josefo amplían considerablemente el número de alusiones a la resurrección. A los manuscritos de la época, se puede añadir otro tipo de pruebas, como la epigrafía. Existen numerosos epitafios en tumbas judías de la época que evidencian la creencia ya asentada en la resurrección de los muertos.
Como derivó desde fuentes judaicas, hay que señalar que el Judaísmo también tiene como principio de fe la resurrección de los muertos. Una famosa autoridad judía, Maimónides, indicó trece principios de la fe judía, y la resurrección es uno de ellos, impreso en el libro de oraciones rabínicas. Es el principio décimo tercero y señala:

Creo con fe sincera que los muertos resucitarán, cuando Dios (sea bendito), lo desee. Sea el Nombre (de Dios) bendito, y Su recuerdo se eleve por los siglos de los siglos".

## En la tradición cristiana
Quienes rechazaron o rechazan que Jesús sea un personaje histórico, niegan asimismo la resurrección. Charles-François Dupuis (1742–1809), quien se opuso por completo a la historicidad de Jesús, sostuvo que las escrituras judías y cristianas se pueden interpretar de acuerdo con el «patrón de la energía solar»: la caída del hombre en el Génesis sería una alegoría de las dificultades causadas por el invierno, y la resurrección de Jesús representaría el crecimiento de la fuerza del sol en el signo de Aries en el equinoccio de primavera.

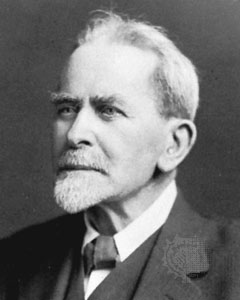
James George Frazer, autor de «Golden Bough».

El tema de «los dioses que mueren y resucitan» se suele asociar con el análisis de James George Frazer, en su obra La rama dorada («Golden Bough: A Study in Magic and Religion», publicado por primera vez en 1890). El libro gira en torno a la idea de que, en el núcleo de las religiones, existe un mito –ritual promulgado– de un dios real que encarna el poder de la fertilidad, que muere al año y –a continuación– resucita como el grano para reinar de nuevo. Si bien este sistema de «mito-ritual» estaría representado particularmente por dioses como Atis, Adonis y Osiris, Frazer consideró que es general a todas las religiones y, aunque no hizo referencia directa a los relatos de la muerte y resurrección de Jesús, fue tomado como antecedente por todos aquellos que lo consideraron un mito.
Casi nadie pone en tela de juicio que los cultos naturistas del Antiguo Oriente asignaban una posición de importancia al mito de un dios muerto y resucitado, que parecía no ser otra cosa que una traducción dramática de la experiencia que viven los hombres: la del resurgir de la vida en primavera, después del tono melancólico del otoño, y de la angustia del invierno. Osiris en Egipto, Tammuz en la Mesopotamia asiática, Baal en Canaán, eran dioses de este género. Aunque el debate se centra en el presunto influjo o no de los mitos antiguos sobre los documentos neotestamentarios referidos a Jesús resucitado. Mientras que, como se verá a continuación, algunos ateos, agnósticos o creyentes en otras religiones sugieren la influencia de los mitos antiguos en los relatos de Jesús resucitado, los cristianos en general sostienen la ausencia de cualquier proyección de los relatos mitológicos sobre la resurrección de Jesús a la que reconocen, no solo como hecho real, sino como hecho central de la historia de la Humanidad: el retorno de toda la creación a Dios, por medio de Jesucristo.

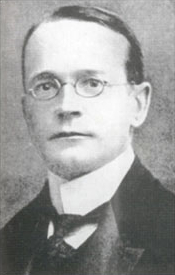
Joseph McCabe.

De allí que Joseph McCabe (1867–1955), escritor ateo racionalista, documentó en su obra «The Myth of the Resurrection» de 1925 (reeditada junto con otras obras suyas en el libro «The Myth of the Resurrection and Other Essays» en 1993) lo que en su opinión eran similitudes entre la «resurrección de Jesús» y algunos mitos paganos como el mito egipcio de Osiris, el mito sumerio de Tammuz y el de Attis de Frigia: «Es una característica muy importante de nuestra historia que esta leyenda de un dios muerto y resucitado surgió en partes muy diferentes del mundo civilizado antiguo. Tammuz, Attis y Osiris son tres creaciones separadas e independientes de la imaginación creadora de mitos» (p. 45). McCabe señaló que estas historias paganas con temática similar no fueron reproducciones unas de otras, tomadas de una única fuente más antigua, sino que aparecieron de forma separada e independiente: «Por alguna razón [...] la mente del hombre en la mayoría de los lugares del mundo llegó a concebir una leyenda de muerte y resurrección [...] De hecho, en una forma u otra existía una creencia universal que el dios o un representante del dios (rey, prisionero, efigie, etc.) moría, o que debía morir cada año» (pp. 52-53). McCabe intuyó en sus propios términos la existencia de una «creencia universal en un dios muerto y resucitado», que implicaría la existencia de «una estructura mental universal» sobre el tema de la resurrección (p. 63). La intención de McCabe fue, sin dudas, asociar esta «estructura mental universal» con la visión judeocristiana. Con variantes, esa postura es aún sostenida por algunos pensadores agnósticos que señalan que el cristianismo se habría apropiado de este tipo de mitos para elaborar su «historia de la resurrección».
Earl Doherty afirma en «The Jesus Puzzle» (2005) que Jesús se originó como un mito derivado del platonismo medio, con cierta influencia de la mística judía. Según Doherty, la creencia en Jesús surgió solamente entre las comunidades cristianas del siglo II. Doherty afirma que Teófilo de Antioquía (c. 163-182), Atenágoras de Atenas (c. 133-190), Taciano el sirio (c. 120-180) y Marco Minucio Félix (quien escribió entre 150 y 170) no ofrecen ninguna indicación de que creyeran en una figura histórica crucificada y resucitada, y que el nombre de Jesús no aparece en ninguno de ellos. Pero resulta que Atenágoras de Atenas fue un filósofo griego antes de su conversión al cristianismo, Taciano se unió a una secta herética, Marco Minucio Félix fue un licenciado romano antes de su conversión (su obra fue en forma de diálogo entre un cristiano y un pagano), y Teófilo de Antioquía se convirtió en edad madura y solo se conservan de él tres libros, en los que sí hace referencia a la resurrección. Al teorizar que el cristianismo primitivo era una versión judía sectaria de este tipo de sistema de creencia generalizada, Doherty no solo desconsidera los escritos neotestamentarios, sino toda la evidencia patrística de fondo (Clemente de Roma, Papías de Hierápolis, Ignacio de Antioquía, Policarpo de Esmirna, Justino Mártir, Melitón de Sardes, Ireneo de Lyon, Clemente de Alejandría, por citar algunos representantes de la misma época), que encarnan el testimonio vivo de las comunidades cristianas de los primeros dos siglos.
Estos supuestos paralelismos entre la mitología y la resurrección de Jesús fueron intensamente rebatidos desde diferentes ángulos por especialistas de distintas corrientes de pensamiento. Según académicos especialistas en mitología, se distorsionan las fuentes para forzar la comparación de los relatos mitológicos con los relatos de Jesús resucitado. El especialista en religiones comparadas Jonathan Z. Smith y el académico de semitismo antiguo del Department of Hebrew and Judaic Studies de la Universidad de Nueva York, Mark S. Smith declararon como fantasía al llamado «mito de la muerte y resurrección de los dioses», al que consideraron el producto de una comparación carente de crítica, más que un examen atento de la evidencia.
Por su parte, son muy escasos los eruditos bíblicos que no rechacen el concepto de uniformidad en referencia a la «muerte y resurrección de los dioses», y que sostengan que los relatos acerca de Jesús resucitado tienen carácter mítico. La inmensa mayoría de los exégetas de las Sagradas Escrituras señalan que los libros de la Biblia se desarrollaron en un ambiente totalmente distinto del que abonó la difusión de los mitos antiguos sobre la resurrección. Tryggve Mettinger, exprofesor de Biblia hebrea en la Universidad de Lund, es uno de los académicos que apoya la existencia del mito de la «muerte y resurrección de los dioses», pero él sostiene que Jesús no encaja en ese patrón.

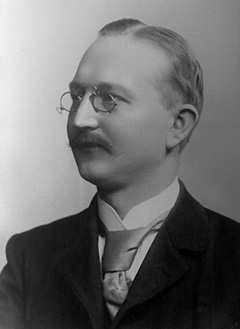
Hermann Gunkel (1862-1932), profesor protestante de Antiguo Testamento en Berlín, quien negó la existencia de mitos propiamente dichos en la Biblia.

En el «Comentario Bíblico "San Jerónimo"», obra dirigida por el biblista Raymond E. Brown y colaboradores, reconocida por su rigurosidad, se comenta que «los críticos del siglo XIX, que negaban toda historicidad científica a los documentos bíblicos, veían mitos por doquier» (op. cit., p. 264). Y se agrega: «De todas las reacciones frente a la metodología clásica en el siglo XIX, la historia de las formas de Hermann Gunkel (1862-1932) fue la más notable. Gunkel negó la existencia de mitos propiamente tales en la Biblia. Si bien en las leyendas abundan los elementos míticos, el monoteísmo israelita los hizo inofensivos y eliminó sus aspectos más groseros». Según Raymond E. Brown, «la crítica actual sugiere que el mito se refiere más a la modalidad del pensamiento que a su contenido» (op. cit., p. 264). En la misma obra, John L. McKenzie comentó el tema del mito entre los diferentes aspectos del pensamiento veterotestamentario, en los siguientes términos:

La mayor parte de sus críticos han tratado de mensurar el mito de acuerdo con los esquemas de la lógica discursiva y lo han encontrado deficiente; pero en culturas que carecen de un pensamiento discursivo desarrollado, el pensamiento mítico es el único camino de que dispone la mente para abordar ciertos problemas que caen más allá de la experiencia sensible. Estos problemas implican algunas de las más importantes cuestiones que se puedan plantear: el origen del mundo y del hombre, la naturaleza de la divinidad, las relaciones del hombre con la naturaleza y con la divinidad, los orígenes de la sociedad y de las instituciones sociales, la validación última de los principios morales, el objeto y el fin último de la existencia humana. Estos problemas pueden abordarse también por la vía del razonamiento discursivo con sus propios métodos y principios. El mito no resuelve realmente estos problemas, pero expresa la actitud que adopta el hombre ante el misterio; es dudoso que el razonamiento discursivo consiga mucho más.
John L. McKenzie; en: Raymond E. Brown et al., p. 618

### La resurrección: ¿un mito hecho realidad? Las opiniones de Tolkien y Lewis
Desde otro ángulo, la discusión académica sobre el «mito de la resurrección» quizá obnubila otra posible relación entre los mitos antiguos y la resurrección de Cristo, que bien pudo intuir «poéticamente» J. R. R. Tolkien (1892-1973), escritor, poeta, filólogo y profesor universitario. De hecho, el famoso novelista C. S. Lewis, quien en su juventud fuera un ateo interesado por la mitología y el ocultismo, debió a esta interpretación de su amigo Tolkien su conversión final al cristianismo. Según Walter Hooper, amigo y biógrafo del escritor C. S. Lewis, la comprensión de la verdad en las mitologías desencadenó la conversión de Lewis.

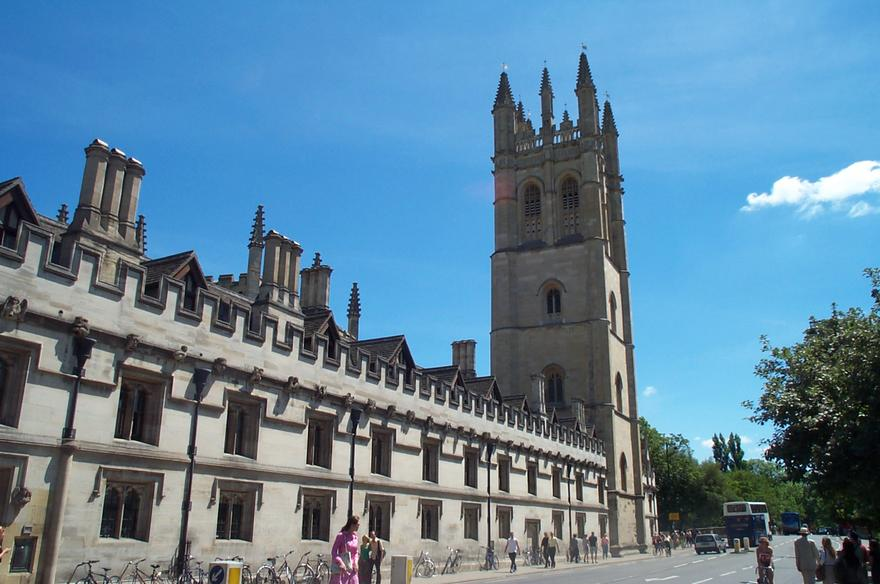
Magdalen College (Oxford).

El largo intercambio de opiniones entre C. S. Lewis, J. R. R. Tolkien y Hugo Dyson (los tres, miembros del cenáculo conocido como los Inklings) que tendría luego un impacto revolucionario en la vida de Lewis, se desarrolló en el marco de una reunión efectuada el 19 de septiembre de 1931, después de que Lewis invitara a Tolkien y a Dyson a cenar en sus habitaciones en el Magdalen College de Oxford. La charla se prolongó hasta las cuatro de la mañana, y fue recogida por Humphrey Carpenter en J. R. R. Tolkien, una biografía. A partir del libro de Carpenter, el diálogo entre Tolkien y Lewis fue reproducido y comentado por otros varios escritores, entre ellos Joseph Pearce.
Después de la cena los tres hombres fueron a dar un paseo junto al río y discutieron la naturaleza y el propósito del mito. Lewis explicó que él sentía el poder de los mitos pero que ellos eran, en última instancia, falsos o, como lo expresó a Tolkien:

—Pero los mitos son mentiras, aunque esas mentiras sean susurradas a través de la plata. («Myths are lies, even though lies breathed through silver»).

—No –dijo Tolkien–. No lo son.
Humphrey Carpenter, «J. R. R. Tolkien, una biografía»

Tolkien reanudó la conversación con el argumento de que los mitos, lejos de ser mentiras, eran la mejor manera de transmitir las verdades que, de otro modo, serían inexpresables. Señalando las ramas de los grandes árboles de Magdalen Grove dobladas por el viento, inició una nueva argumentación.

—Llamas árbol a un árbol —dijo—, sin detenerte a pensar que no era un árbol hasta que alguien le dio ese nombre. Llamas estrella a una estrella, y dices que es solo una bola de materia describiendo un curso matemático. Pero eso es simplemente como las ves tú. Al nombrar y describir las cosas no estás más que inventando tus propios términos. Y así como [en este sentido] el lenguaje es invención de objetos e ideas, el mito es invención de la verdad. Venimos de Dios —continuó Tolkien—, e inevitablemente los mitos que tejemos, aunque contienen errores, reflejan también un astillado fragmento de la luz verdadera, la verdad eterna de Dios. Solo elaborando mitos, solo convirtiéndose en un sub-creador e inventando historias, puede aspirar el hombre al estado de perfección que conoció antes de la Caída. Nuestros mitos pueden equivocarse... sin embargo, conducen de forma trémula hacia el puerto de la verdad...
Humphrey Carpenter, J. R. R. Tolkien, una biografía

Comenta Joseph Pearce:

Escuchando casi como hechizado mientras Tolkien exponía su filosofía del mito, Lewis sintió que las bases de su propia filosofía teísta se desmoronaban hasta hacerse polvo ante la fuerza de los argumentos de su amigo. [...]Tolkien desarrolló su argumento para explicar que la historia de Cristo es el verdadero mito, un mito que funciona de la misma manera que los demás, pero un mito que realmente ocurrió - un mito que existió en el reino de los hechos, así como en el reino de la verdad. De la misma manera que los hombres desentrañan la verdad a través del tejido de una narración, Dios revela la verdad a través del tejido de la historia. [...] Tolkien [...] había mostrado que los mitos paganos eran, de hecho, Dios mismo expresándose a través de la mente de los poetas, utilizando las imágenes de sus mythopoeia para revelar fragmentos de su verdad eterna. Sin embargo, lo más sorprendente de todo, era que Tolkien sostenía que el cristianismo era exactamente lo mismo excepto por la enorme diferencia de que el poeta que lo inventó fue el mismo Dios, y de que las imágenes que utilizó eran hombres de verdad e historia real.
Joseph Pearce

C. S. Lewis expresó su concepción posterior con las siguientes palabras:

[...] las historias paganas son Dios mismo expresándose a través de la mente de los poetas, usando las imágenes que él encontró allí, mientras que el cristianismo es Dios mismo expresándose a través de lo que llamamos «cosas reales». Por lo tanto, son verdad, no en el sentido de ser una «descripción» de Dios (que ninguna mente finita puede captar), sino en el sentido de ser la forma en que Dios elige (o puede) aparecer a nuestras facultades. Las «doctrinas» que extraemos del verdadero mito son, por supuesto, menos ciertas: se trata de traducciones a nuestros conceptos e ideas de lo que Dios ya ha expresado en un lenguaje más adecuado, es decir, la encarnación real, la crucifixión y la resurrección.
C.S. Lewis

## «Resurrección de la carne»: análisis cristiano de la expresión

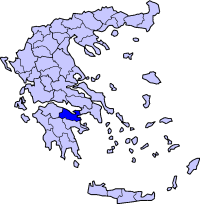
Corinto, situada en Grecia a 8 km del istmo y del canal actual, era la capital de la provincia senatorial de Acaya, gobernada por un procónsul. En ese lugar se desarrolló la llamada «Iglesia de Corinto».

### La «resurrección de la carne» en la Primera epístola a los corintios
En la Primera epístola a los corintios 15, Pablo de Tarso desarrolla una explicación minuciosa del tema de la resurrección de los muertos, que incluye:
1. el «Evangelio» de la resurrección (1Corintios 15:1-11);
2. las incongruencias de algunos corintios cristianos que negaban la resurrección de los muertos (1Corintios 15:12-19), lo que implicaría negar la resurrección de Cristo, que conllevaría la inutilidad de la fe cristiana (1Corintios 15:14; 1Corintios 15:17);
3. la resurrección como incorporación al mismo misterio de Cristo (1Corintios 15:20-28);
4. la inutilidad del sacrificio cristiano si no hay resurrección de los muertos (1Corintios 15:29-34); todos los ritos cristianos suponen la resurrección, sin la cual es mejor vivir como viven los paganos. Esto se resume en la famosa frase empleada por Pablo de Tarso: si no hay resurrección de los muertos, «comamos y bebamos que mañana moriremos» (1Corintios 15:32);
5. la respuesta a la pregunta «¿cómo resucitan los muertos?», utilizando comparaciones desarrolladas a partir del conocimiento natural de la época (1Corintios 15:35-49);
6. la victoria final de la resurrección, presentada como un himno (1Corintios 15:55-57), conocido por su frase: «¿Dónde está, oh muerte, tu victoria?»; a lo cual sigue una exhortación al trabajo cristiano, «sabiendo que vuestro trabajo en el Señor no es vano» (1Corintios 15:58).

Dag Øistein Endsjø señala que la incredulidad demostrada en la Primera epístola a los corintios hacia la idea de la resurrección del cuerpo no es realmente acerca de la «resurrección de Cristo», sino acerca de la «resurrección general de los muertos». Según Endsjø, este dilema no puede explicarse por referencia a las creencias platónicas, donde todas las formas de la resurrección corporal eran consideradas igualmente absurdas, o a la tradición judía, que no sabía de ninguna resurrección y subsecuente inmortalización de un solo individuo antes del fin del mundo. Sin embargo, volviendo al material griego más tradicional, se encuentra que la idea de la resurrección corporal no era en absoluto desconocida. Pero siempre había una objeción a la «continuidad» del cuerpo. Ningún cuerpo o parte del cuerpo que había sido aniquilado podría ser «recreado». Como tal, esto puede explicar por qué los oponentes de Pablo en 1 Corintios no consideraron la resurrección de Cristo controvertida, pero rechazaban la idea de una resurrección general de los muertos.

### Metonimia lingüística
Podría decirse que la expresión «resurrección de la carne» se trata de una metonimia lingüística, como cuando hablamos de un «rebaño de cuatrocientas cabezas»: se toma la parte por el todo. Pero no cualquier parte, sino precisamente la más vulnerable y efímera: la carne, aquello que parecería menos recuperable por ser más perecedero.
Algo muy semejante ocurre cuando, para decir que «el Hijo de Dios se hizo hombre», se dice que «se hizo carne»: se menciona la parte más visible, palpable y precaria de su humanidad, en contraste con la trascendencia de lo divino.
En ambos casos resulta muy significativa la «elección del elemento débil». Este énfasis, esta voluntad de subrayar tan deliberada, obedece en ambos casos al mismo propósito. El Evangelio de Juan insistía en la «encarnación»: «Y la Palabra se hizo carne, y habitó entre nosotros» (Juan 1:14a). Del mismo modo, frente a los griegos del Areópago que exaltaban el alma en detrimento de la carne, San Pablo, al referirse a la vida futura, no menciona siquiera la inmortalidad del alma: trata solo la «resurrección de los muertos» (Hechos 17:16-34).

### Él hombre, más que «la suma de cuerpo y espíritu»
Pero, al hablar de «resurrección de la carne» desde el punto de vista cristiano, solo se puede decir que es una metonimia (del todo y de sus partes) en un sentido impropio, porque el cuerpo no constituye «una parte del hombre».
El hombre –según José María Cabodevilla, y con él, buena parte de los teólogos y biblistas contemporáneos– no es una «suma» de cuerpo y espíritu, sino una «totalidad indivisible»: un todo, al que llamamos «espíritu» porque posee tal «interioridad» que desborda la realidad «físico-biológica», y lo llamamos «cuerpo» en cuanto que ese mismo todo resulta visible, localizable, histórico.
Más aún, para el cristianismo, el cuerpo pertenece a la definición misma del «espíritu humano»: el espíritu es «humano» porque está encarnado, porque es corporal. El hombre no «tiene» cuerpo, «es» cuerpo: todo él «es cuerpo», lo mismo que todo él «es alma» Por eso, el mensaje de los Evangelios (a diferencia de la filosofía griega) nunca menciona la «inmortalidad del alma». Pero confiesa su fe en la «resurrección de los muertos», es decir, su fe en que «el hombre, como entidad completa, resucitará».

### La «resurrección» y la ciencia
Para los cristianos, el cuerpo resucitado es un dato de fe. La revelación no ofrece ninguna explicitación científica al respecto y no existen trabajos científicos sobre el tema de ninguna naturaleza. En ese marco, José María Cabodevilla (1928-2003) escribe en su libro El cielo en palabras terrenas sobre el tema de la resurrección:

¿Se trata de una transformación límite de la materia en energía?

La ciencia actual tiene un concepto de la materia sumamente elástico: esta puede ser inconmensurable, imponderable, inextensa. La gran variedad de seres que pueblan el mundo se debe únicamente a la manera de combinarse sus partículas elementales; todo se reduce a estructura. Esos mismos componentes pueden presentarse aquí como corpúsculos y allí como ondas. ¿Como ondas inmateriales? Inevitablemente tendemos a pensar que para que haya ondas tiene que haber algo que ondule, es decir, un soporte o conductor de dichas ondas, lo mismo que hace falta la cuerda vibrante de un violín para que haya vibraciones. La física moderna niega tal necesidad. Koestler desafiaba a sus oyentes a imaginar una vibración de la cuerda pero sin cuerda, una onda de agua pero sin agua, la sonrisa del gato de Alicia pero sin gato. La verdad es que no hace falta que algo sea imaginable para que sea verdad. El grado exigible para que algo pueda considerarse real, para que podamos afirmar que tiene entidad material, ha descendido bajo mínimos. Nada más amplio, nada más flexible y acomodaticio que el concepto actual de materia. Diríamos que la frontera entre lo que llamamos material y lo que llamamos inmaterial se ha hecho no solo borrosa, sino incluso permeable.
José María Cabodevilla, El cielo en palabras terrenas

¿Se puede esperar que la ciencia confirme la resurrección? Cabodevilla responde negativamente.

Por supuesto, así como la revelación no proporciona ninguna explicación científica, tampoco debemos esperar que la ciencia confirme o esclarezca los hechos revelados. Pero sí cabe decir, al menos, que las teorías de la física moderna son tan sorprendentes, tan extrañas al sentido común, tan inverosímiles como un dogma de fe. Nada imaginable o inimaginable contradice de suyo a las leyes de la naturaleza, sino solamente el exiguo conocimiento que podamos tener de las mismas. Nada atenta contra las leyes de la naturaleza, sino únicamente contra el cálculo de probabilidades.

Hoy nos divierten o nos irritan ciertas cuestiones que la antigua escolástica solía plantear acerca de los cuerpos glorificados. [...] Hoy hay quienes intentan demostrar que la relación entre onda y corpúsculo es algo más que una metáfora de la relación entre alma y cuerpo, y se plantean cuestiones que mañana mismo han de divertir o irritar a la posteridad. Deberían saber ya que las metafísicas mueren casi siempre por su física y que las creencias pierden vigor en la medida en que andan buscando una prueba palpable donde afirmarse. En realidad se trata de algo totalmente ajeno a la fe, en cierta manera opuesto a la fe. Quienes siguen preocupándose por problemas de orden físico recuerdan a aquellas mujeres del evangelio que fueron con sus perfumes al sepulcro de Jesús: se preguntaban cómo podrían mover la losa.
José María Cabodevilla, El Cielo en Palabras Terrenas

Sin renunciar a pensar sobre el tema de la resurrección, Cabodevilla señala que resulta vano el esfuerzo imaginativo del hombre.

La materia, sin dejar de ser materia, es asumida en la vida, y la vida, sin dejar de ser vida, es asumida en el pensamiento. En el hombre hay pensamientos, hay funciones orgánicas, y hay una cierta cantidad de carbono, hidrógeno, calcio. ¿No cabría pensar en un nuevo nivel donde todo eso estuviera presente y a la vez transformado? [...] El cuerpo glorioso y el cuerpo terreno son tan diferentes y tan semejantes como un cuerpo terreno y su sombra.

En una rosa no hay otros elementos distintos de los que ya existen en el suelo donde arraiga el rosal. Son las mismas sustancias, pero cernidas y refinadas y transmutadas. Desde esos cuerpos oscuros, pesadamente terrenales, intentamos vanamente imaginar cómo será, en qué consistirá aquello que Rilke llamaba «florecimiento de la carne».
José María Cabodevilla, El cielo en palabras terrenas